# 안돈 니콜로프
안돈 코스타디노프 니콜로프(불가리아어: Андон Костадинов Николов, 1951년 6월 15일 ~ )는 불가리아의 역도 선수이다. 그는 1972년 하계 올림픽에 참가하여 미들헤비급 부문에서 우승하였다.
1969년에 역도를 시작한 니콜로프는 1973년 아바나에서 열린 세계 역도 선수권 대회에서 4위를 했다.